# Plagithmysus nicotianae
Plagithmysus nicotianae là một loài bọ cánh cứng trong họ Cerambycidae.